# MTX (motoryzacja)
MTX – czeski producent samochodów i motocykli sportowych oraz pojazdów typu buggy. 
Przedsiębiorstwo założone zostało w 1969 roku, a jego siedziba mieści się w Pradze.

## Modele
- MTX 1-01
- MTX 1-02
- MTX 1-03
- MTX 1-04
- MTX 1-05
- MTX 1-06
- MTX 1-07
- MTX 1-08
- MTX 1-09
- MTX 2-01
- MTX 2-02
- MTX 2-03
- MTX 3-01
- MTX 3-02
- MTX 3-03
- MTX 3-04
- MTX Tatra V8

Modele od 1-01 do 1-09 to samochody wyścigowe, od 2-01 do 2-04 to samochody typu spider, a od 3-01 do 3-04 to motocykle wyścigowe.